# Carlo Colognatti
Carlo Colognatti (Trieste, 17 gennaio 1904 – 9 maggio 1961) è stato un giornalista e politico italiano.
Deputato nella sola seconda legislatura nelle file del Movimento Sociale Italiano, se ne discostò per aderire al Partito Monarchico Popolare tuttavia non venne più eletto in parlamento.
Tra i suoi incarichi figura la partecipazione all'VIII commissione trasporti.